# اریک ونتوم
اریک ونتوم (انگلیسی: Eric Ventom; ۱۵ فوریهٔ ۱۹۲۰ – ژوئن ۱۹۹۸ (aged 78)) بازیکن فوتبال اهل بریتانیا بود.
از باشگاه‌هایی که در آن بازی کرده‌است می‌توان به باشگاه فوتبال برنتفورد اشاره کرد.